# Automaten (Lied)
automaten ist ein Song der Schweizer Band mittageisen, der erstmals im Januar 1985 als Maxi-/12’’-Version (LUNA-MB 8501), mit einem für die damalige Zeit neuartigen Electro-Sound, veröffentlicht wurde.

## Erfolg
„automaten“ wurde gleich nach der Veröffentlichung zur Platte der Woche in der Rocksendung Sounds! des Schweizer Radio DRS 3. In der Folge fand die Single den Weg in die legendäre John Peel Show auf BBC Radio 1 und avancierte zum Indie-Disco-Hit. 
Aufgrund des Erfolgs wurde wenige Monate später eine rund zwei Minuten kürzere 7’’-Version (LUNA MB 8505) veröffentlicht. Auf der Rückseite der 12’’- wie der 7’’-Version ist das Instrumental-Stück „Neues China“. Produziert wurde das Stück von Bruno W bzw. seinem Label LUNA-MB-MUSIK, heute mital-U.
Beide Versionen wurden 2008 auf der Doppel-CD mittageisen 1983–1986 remastered (mital-U) neu veröffentlicht.
Zum Record Stored Day wurde am 16. April 2016 vom Label mital-U die Maxi-Single „automaten“ als limitierte und nummerierte 12" Vinyl-Platte (U-7C0-V1) wieder veröffentlicht.
2014 wurde „automaten“ als einer der Top 20 Songs der 'CH Hall of Fame 80s' an der Ausstellung 'Oh Yeah! – Popmusik in der Schweiz' im Museum für Kommunikation, Bern präsentiert.
Am 20. April 2023 wurde eine, von Bruno W (mev2) bearbeitete, neue Version unter dem Titel „mev2 feat mittageisen - automaten (-6y edit)“ exklusiv zum Download auf Bandcamp veröffentlicht.
Die Erlöse aus dem Download werden an „EarthPercent“ einer von Brian Eno mit gegründeten Umweltschutzorganisation gespendet. Dies als Teil eines Projekts, bei dem über 60 Künstler bisher unveröffentlichte, ungehörte oder exklusive Musikstücke zur Verfügung gestellt haben.

## Entstehung
Das Stück entstand, nach dem Weggang von Markus Sch (Gitarre) und gleichzeitigen Zuzug von Manuela H (Synthesizer), im Rahmen der musikalischen Neuorientierung von mittageisen. Die Musik stammt von mittageisen und der Text von Bruno W.
Wie Bruno W in einem Radio-Interview erklärte, wurde das Stück ursprünglich in einer anderen Version aufgenommen und abgemischt. Die Gruppe war jedoch mit dieser Endversion unzufrieden, und so fuhr Bruno W mit den Aufnahmebändern zu Tom Dokoupil (The Wirtschaftswunder) und Detlev Kühne nach Köln, in deren on line studios die Stimme neu aufgenommen und gemeinsam der Song neu abgemischt wurde.

## Inhalt
Der für mittageisen typische doppeldeutige Text erklärt sich aus der Refrain-Zeile „Arbeit – nur für Automaten“. Womit gemäss Bruno W mit „automaten“ nicht primär Maschinen, sondern wie auch dem vollständigen Text zu entnehmen ist, vor allem Roboter-ähnlich funktionierende Menschen gemeint sind.